# Pseudobrimus griseomarmoratus
Pseudobrimus griseomarmoratus är en skalbaggsart som beskrevs av Stefan von Breuning 1936. Pseudobrimus griseomarmoratus ingår i släktet Pseudobrimus och familjen långhorningar. Inga underarter finns listade i Catalogue of Life.